# Frances Kellor
Frances Alice Kellor, née le 20 octobre 1873 à  Columbus dans l'État de l'Ohio et morte le 4 janvier 1952 à New York, est une juriste, sociologue, criminologue et réformatrice sociale américaine, connue notamment pour ses études sur la politique envers les immigrants, les liens entre la criminalité et le milieu social, la situation des femmes américaines des milieux pauvres, les conditions sociales des Afro-Américains. 
Pour mettre en œuvre ses observations, en 1906, elle cofonde la National League for the Protection of Colored Women (Ligue nationale pour la protection des femmes de couleur) puis en 1911, elle fait partie des fondateurs de la National Urban League.
Ses compétences et sa réputation lui permettent d'obtenir de multiples nominations à des postes officiels. 
En 1908, elle est nommée à la tête de la New York State Commission on Immigration (Commission de l'État de New York sur l'immigration) ; en 1910 elle est nommée directrice du Bureau of Industries and Immigration (Agence des industries et de l'immigration) de l'État de New York ; en 1915, elle fonde la Division of Immigrant Education (Division pour l'éducation des immigrants) au sein du Bureau of Education (agence fédérale de l'éducation) ; en 1917, elle est nommée conseillère spéciale de la War Work among Immigrants for the Federal Government (Commission de l'économie de guerre et le travail des immigrants pour le gouvernement fédéral) ; en 1918, elle est élue présidente de l'American Association of Foreign Language (Association américaine des langues étrangères) ; en 1926, elle est élue vice-présidente de l'American Arbitration Association (en) (Association américaine d'arbitrage).

## Biographie

### Jeunesse et formation
Alice Kellor est la cadette des deux filles de Daniel Kellor et de Mary Sprau Kellor. En 1875, la famille se sépare, Mary Sprau Kellor emménage avec ses deux filles à Coldwater dans l'État du Michigan. Mary Sprau Kellor, est une mère isolée, elle travaille comme femme de ménage et lavandière pour subvenir aux besoins de ses filles. Alice Kellor, tient les mêmes emplois de sa mère pour financer ses études. Alice Kellor n’oubliera jamais cette période de pauvreté qui marquera ultérieurement ses orientations de chercheuse et de femme impliquée dans la vie politique. Après ses études secondaires, pendant deux ans Alice Kellor est journaliste pour le Coldwater Republican. En 1891, elle adhère à la First Presbyterian Church dirigée par le pasteur Henry P. Collin qui lui fait découvrir les problèmes sociaux. En 1894, elle quitte le foyer familial pour vivre chez deux sœurs bibliothécaires, Frances et Mary Eddy ; les sœurs Eddy l'encouragent à suivre des études universitaires. C'est ainsi qu'en 1895, elle est admise à la Cornell Law School (en), la faculté de droit de l'université Cornell, qui vient d'ouvrir ses portes aux femmes ; elle y obtient le Legum Doctor (LL.D) en 1897. C'est pendant ses études à la faculté de droit de l'université Cornell qu'elle ajoute le prénom de Frances et se fait appeler Frances Alice Kellor ou Frances Kellor. Plus intéressée par les problèmes sociaux que par le droit, elle poursuit ses études universitaires à l'université de Chicago . Gertrude Dudley, qui est à tête du département d'éducation physique de l'université, l'aide à financer ses études en l'embauchant comme professeur de gymnastique. Frances Alice Kellor devient chercheuse dans cette nouvelle discipline qu'est la sociologie qui se distingue de la philosophie sociale, elle étudie plus particulièrement les causes environnementales de la criminalité,,,,.

### Carrière

#### Les premières enquêtes sociologiques
Ses premières recherches, parues dans la revue American Journal of Sociology, portent sur des comparaisons entre des femmes incarcérées et des femmes étudiantes, d'où il ressort que leurs similitudes physiques rendent les explications de la criminalité par des facteurs biologiques comme étant invraisemblables, infirmant en cela les thèses du criminologue Cesare Lombroso,,,,.
En 1900, avec le soutien du Chicago Woman's Club (en), Frances Alice Kellor voyage dans les États du Sud pour étudier les conditions de vie sociale et professionnelles des Afro-Américains et à son retour, elle publie plusieurs articles dans lesquels elle préconise une amélioration des programmes d'éducation des écoles publiques ségréguées et la création de centre de formation professionnelle,. 
Lors de ce voyage, elle a visité des prisons pour enquêter sur les conditions carcérales des Afro-Américains. En 1901, elle publie son enquête sous le titre de Experimental Sociology : Descriptive and Analytical Delinquents. Ses observations confirment que la criminalité est corrélée aux spécificités de l'environnement social, économique et culturel  comme une enfance maltraitée, un bas niveau d'instruction, le chômage récurrent, la pauvreté et non à l'hérédité . Elle en appelle à des réformes à l'échelle nationale pour établir une politique de réhabilitation des criminels au sein du système pénitentiaire américain comme : garantir aux détenus des possibilités d'exercice physiques, de suivre des cours scolaires, de pratiquer les rites religieux, de mettre fin aux châtiments corporels et d'étudier scientifiquement la prévention de la récidive,,.
En 1902, Frances Alice Kellor s'inscrit à la New York Summer School of Philanthropy (connue depuis 1940 sous le nom de  la Columbia University School of Social Work (en) et obtient une bourse attribuée par l'Union Settlement Association (en) pour mener une enquête sur les emplois administratifs des femmes dans les villes de Chicago et de New York. Pendant ses investigations, elle loge alternativement soit à l'University Settlement Society of New York (en), soit à la Hull House de Chicago. Elle et ses assistantes ont interviewé, audité un peu plus de 700 agences d'emploi privées, observé sur place le fonctionnement de ces institutions douteuses, notamment en se faisant passer pour des employeurs ou pour des personnes en recherche d'emploi. Le compte rendu de ces recherches est publié en 1904, sous le titre de Out of work; a study of unemployment, où elle déclare que le chômage est un problème national et préconise une action du pouvoir fédéral pour résoudre les problèmes économiques qui produisent du chômage et que les agences d'emploi privées soient soumises à un contrôle de l'État fédéral. Elle fait appel au gouvernement fédéral, car elle a la ferme conviction, comme d'autres réformateurs de l'Ère progressiste, que le gouvernement est le mieux placé pour conduire des réformes sociales,,,,.

#### La collaboration avec l'État de New York
De retour à New York, Frances Alice Kellor est nommée directrice de la nouvelle Inter-Municipal Committee on Household Research (Commission inter-municipale d'enquête sur les ménages) de New York, où elle fait la rencontre de Mary Dreier qui y dirige la section législative et prépare les projets de lois. L'amitié entre elle et Mary Drier est croissante et à partir de 1905, Frances Alice Kellor vit chez Mary Drier et sa sœur Margaret Dreier Robins,. Leur amitié se transforme en amour et Frances Alice Kellor et Mary Drier emménagent dans un appartement, leur union durera jusqu'au décès de Frances Alice Kellor,,. 
En 1906, avec Mary Dreier et Mary White Ovington, elle fonde la National League for the Protection of Colored Women (Ligue nationale pour la protection des femmes de couleur), dont la mission est d’accueillir les migrantes agricoles afro-américaines qui arrivent sur New York pour les accompagner dans leurs recherches d'emploi et de logement,,,.  
En 1908, le gouverneur de l'État de New York, Charles Evans Hughes, nomme Frances Alice Kellor secrétaire générale de la New York State Commission on Immigration (Commission de l'État de New York sur l'immigration) qu'il vient de créer ; sa mission est réaliser des enquêtes sur les conditions de vie des nouveaux migrants débarqués sur Ellis Island. Il s'avère qu'ils sont exploités et sont dans l'ignorance de leurs droits ; le rapport final des enquêtes préconise la création d'un Bureau of Industries and Immigration (Agence des industries et de l'immigration) qui voit le jour en 1910. Frances Alice Kellor est nommée directrice de la nouvelle agence, dont la mission consiste, entre autres, à établir pour les nouveaux migrants des cours de langue anglaise, de leur donner des informations sur la vie aux États-Unis, sur les conditions de travail et la prévention des accidents de travail. À l'instar de Jane Addams, elle a la ferme conviction que si l'intervention d'instances officielles est nécessaire, elle est insuffisante, il faut également mobiliser des personnalités privées et des organisations philanthropiques. Grâce au réseau de Mary Dreier, elle obtient le soutien des présidents de la Chesapeake and Ohio Railway Company et de la National City Bank. Ces derniers vont financer divers projets d'accueil et d'accompagnement des nouveaux migrants : activités sportives et musicales, journées dansantes, initiation aux soins de santé élémentaires, cours d'anglais et formation d’interprètes auprès des diverses communautés,,,.

#### Pour une politique d'assimilation des migrants
Frances Alice Kellor en tant que directrice du Bureau of Industries and Immigration se bat pour établir une politique d'assimilation des migrants, et pour elle, l'école, l'instruction sont les premiers vecteurs de l'assimilation. C'est pourquoi elle mène des campagnes pour la construction d'écoles et de centres de formation professionnelle dans les quartiers où viennent s’installer les migrants. Son travail est entravé par divers groupes relevant d’idéologies racistes et nativistes dont l'Immigration Restriction League (en), l'American Protective Association (en) et le Ku Klux Klan, organisations qui s'opposent à la venue de migrants venant de l'Europe centrale, de l'Europe orientale ou de l'Europe méridionale. La plupart de ces nouveaux migrants issus de ces régions sont illettrés et n'ont aucune expérience de la démocratie. Frances Alice Kellor affirme qu'une politique d'américanisation ne fera pas d'un migrant polonais, un américain polonais, mais simplement un américain,,.       

#### L'engagement politique dans les élections présidentielles de 1912 et 1916
Son implication dans les réformes sociales la conduit à s’inscrire au Parti progressiste,,. Frances Alice Kellor, s'engage dans la campagne présidentielle de Theodor Roosevelt pour l'élection présidentielle américaine de 1912. Theodor Roosevelt est devenu un admirateur, puis un ami de Frances Alice Kellor depuis qu'il a lu son livre Out of work; a study of unemployment ; sur ses recommandations, elle est nommée directrice de campagne. Selon John Higham (historian) (en) : « Kellor a fait plus que quiconque pour diriger le zèle réformiste croissant de Roosevelt vers le sort particulier des immigrants urbains ». Dans son autobiographie, Theodor Roosevelt déclare que jusqu’à sa collaboration avec Jane Addams et Frances Alice Kellor, il n'avait porté qu'une vague attention pour le droit de vote des femmes, mais que grâce à elles, il a inscrit le droit de vote des femmes dans son programme,,,. 
Après la défaite de Theodor Roosevelt face à Woodrow Wilson, Frances Alice Kellor continue son activité au sein du Parti progressiste, particulièrement lors des 1914 United States elections (en). En 1913, Jane Addams et elle proposent la création d'un Office of National Services (Office national des services) au sein du parti. Theodor Roosevelt donne son accord et la nomme à tête de ce nouvel office.  Pour prendre ses nouvelles fonctions, elle donne sa démission du Bureau of Industries and Immigration. Avec l'aide de John Dewey, de Jacob Riis et d'élus du parti au Congrès des États-Unis, elle rédige plusieurs propositions de loi comme la fixation d'un salaire minimum, la création d'une assurance sociale (santé,  retraite et chômage) et des distributions de déjeuners pour les enfants dans les écoles. Pour soutenir la candidature de Charles Evans Hugues à l'élection présidentielle américaine de 1916, elle rejoint le Parti républicain,,,,.

#### Les nouveaux engagements
À la suite de la Grande guerre des nations, Frances Alice Kellor revient sur la politique d'assimilation des migrants, en fondant en 1918 l'Interacial Council (Conseil inter-racial) de New York pour continuer le processus d'américanisation. Elle fonde et dirige le journal de American Association of Foreign Language (Association américaine des langues étrangères), qui devient l'organe de l'Interacial Council, il contrôle la publicité dans la presse lue par les migrants et met en garde contre la propagande communiste,. 
Dans la dernière partie de sa carrière,  Frances Alice Kellor trouve un nouveau centre d’intérêt : l'arbitrage entre des parties conflictuelles et devient une experte dans les arbitrages entre nations et entre entreprises. En 1926, elle fait partie des cofondateurs de l'American Arbitration Association (en) dont elle est la première vice-présidente et la directrice générale. En 1931, avec Braden, J. Noble, elle publie un code d'éthique de l'arbitrage Code of arbitration: practice and procedure of the American Arbitration Tribunal, code qui restera en vigueur pendant de nombreuses années aussi bien pour régler des litiges entre industries qu'entre les États et est utilisé comme référence par la Société des Nations et la Cour Internationale de Justice. À la suite de ce code, elle publie en 1932 Administration of commercial arbitration under the Code of Arbitration: practice and procedure of the American Arbitration Tribunal. À la fin de sa vie, elle est membre du bureau de la Pan-American Union (en), devenue depuis 1948 l'Organisation des États américains afin d'établir des traités d'assistance économiques entre les pays de l’Amérique du Nord et ceux de l’Amérique du Sud,,. 

### Vie personnelle
À partir de 1905, elle partage sa vie avec Mary Dreier, leur union durera jusqu'au décès de Frances Alice Kellor.
Frances Alice Kellor est inhumée au Cimetière de Green-Wood à Brooklyn où elle repose aux côtés de sa compagne Mary Dreier.

## Œuvres

### Essais (sélection)
Les essais de Frances Alice Kellor ont connu de nombreuses rééditions, pour alléger les choses, n'ont été mis que le dernier éditeur.
- Notaries Public and Immigrants, Sagwan Press, 1900, rééd. 26 août 2015, 64 p. (ISBN 9781340434793),
- Experimental Sociology, Wentworth Press, 1901, rééd. 12 avril 2019, 347 p. (ISBN 9781012998608, lire en ligne),
- Out of work; a study of unemployment, Franklin Classics Trade, 1904, rééd. 6 novembre 2018, 600 p. (ISBN 9780344786105, lire en ligne),
- Athletic Games in the Education of Women (en collaboration avec Dudley Gertrude), Sagwan Press, 1909, rééd. 27 août 2015, 292 p. (ISBN 9781340469207, lire en ligne),
- Frances Alice Kellor (dir.), Recommendations for a federal Bureau of Distribution, North American Civic League for Immigrants, 1914, 48 p. (lire en ligne),
- Straight America, a Call to National Service, Wentworth Press, 1916, rééd. 27 août 2016, 216 p. (ISBN 9781371729615, lire en ligne),
- Immigration and the Future, Forgotten Books, 1920, rééd. 19 novembre 2018, 292 p. (ISBN 9781331984412, lire en ligne),
- The Federal Administration and the Alien, Forgotten Books, 1921, rééd. 9 février 2019, 88 p. (ISBN 9781331504993, lire en ligne),
- The United States of America in relation to the Permanent Court of International Justice of the League of Nations and in relation to the Hague tribunal, ?, 1923, 147 p. (OCLC 9736308, lire en ligne)
- Code of arbitration: practice and procedure of the American Arbitration Tribunal, Commerce Clearing House, 1931, 284 p. (OCLC 906560761, lire en ligne),
- Administration of commercial arbitration under the Code of Arbitration: practice and procedure of the American Arbitration Tribunal (en collaboration avec J. Noble Braden), Commerce Clearing House, 1932 (OCLC 39471994, lire en ligne),
- American Arbitration: Its History, Functions and Achievements, Beard Books, 1948, rééd. 1 janvier 1999, 288 p. (ISBN 9781893122581, lire en ligne)[38],.

### Articles
- « Sex in Crime », International Journal of Ethics, vol. 9, no 1,‎ octobre 1898, p. 74-85 (12 pages) (lire en ligne ),
- « Criminal Anthropology in Its Relation to Criminal Jurisprudence », American Journal of Sociology, vol. 4, no 4,‎ janvier 1899, p. 515-527 (13 pages) (lire en ligne ),
- « Criminal Anthropology in Its Relation to Criminal Jurisprudence. II », American Journal of Sociology, vol. 4, no 5,‎ mars 1899, p. 630-648 (19 pages) (lire en ligne)
- « Psychological and Environmental Study of Women Criminals. I », American Journal of Sociology, vol. 5, no 4,‎ janvier 1900, p. 527-543 (17 pages) (lire en ligne),
- « Psychological and Environmental Study of Women Criminals. II », American Journal of Sociology, vol. 5, no 5,‎ mars 1900, p. 671-682 (12 pages) (lire en ligne),
- « Needed: A Domestic Immigration Policy », The North American Review, vol. 193, no 665,‎ avril 1911, p. 561-573 (13 pages) (lire en ligne),
- « Justice for the Immigrant », The Annals of the American Academy of Political and Social Science, vol. 52,‎ mars 1914, p. 159-168 (10 pages) (lire en ligne),
- « A New Spirit in Party Organization », The North American Review, vol. 199, no 703,‎ juin 1914, p. 879-892 (14 pages) (lire en ligne),
- « Unemployment and Immigration », The Annals of the American Academy of Political and Social Science, vol. 61,‎ septembre 1915, p. 40-44 (5 pages) (lire en ligne),
- « Americanization: A Conservation Policy for Industry », The Annals of the American Academy of Political and Social Science, vol. 65,‎ mai 1916, p. 240-244 (5 pages) (lire en ligne),
- « Industrial Americanization and National Defence », The North American Review, vol. 205, no 738,‎ mai 1917, p. 724-733 (10 pages) (lire en ligne),
- « Americanization of women; a discussion of an emergency created by granting the vote to women in New York state », ?,‎ 21 juin 1918, p. 16 pages (lire en ligne)
- « Immigration in Reconstruction », The North American Review, vol. 209, no 759,‎ février 1919, p. 199-208 (10 pages) (lire en ligne),
- « Immigration and the Future », The Annals of the American Academy of Political and Social Science, vol. 93,‎ janvier 1921, p. 201-211 (11 pages) (lire en ligne),
- « Future Immigration », The North American Review, vol. 214, no 788,‎ juillet 1921, p. 13-20 (8 pages) (lire en ligne),
- « Women in British and American Politics », Current History (1916-1940), vol. 17, no 5,‎ février 1923, p. 831-835 (5 pages) (lire en ligne ),
- « Humanizing the Immigration Law », The North American Review, vol. 217, no 811,‎ juin 1923, p. 769-784 (16 pages) (lire en ligne),
- « Western Hemisphere Systems of Commercial Arbitration » (avec la collaboration de Martin Domke), The University of Toronto Law Journal, vol. 6, no 2,‎ 1946, p. 307-330 (24 pages) (lire en ligne),
- « The Autumn Issue », The American Scholar, vol. 19, no 1,‎ hiver 1949-1950, p. 104 (1 page) (lire en ligne ),